# Dumbrăveancă
Dumbrăveanca (Coracias garrulus) este o pasăre migratoare din familia Coraciidae care are doi reprezentați mai importanți „C. g. garrulus” și „C. g. semenowi”.

## Morfologie
După aspectul morfologic, pasărea nu se poate confunda cu alte specii de păsări de talie mijlocie (31 cm). Capul, partea superioară a aripilor, ca și pieptul și abdomenul, sunt acoperite de un penaj de culoare verde turcesc (turcoaz). Spatele sau partea dorsală a păsării este de culoare brună, iar marginea aripilor - de culoare brună negricioasă. Pasărea are un cioc negru, puternic, puțin încovoiat. Femelele au o culoare mai spălăcită decât masculul, iar culoarea tineretului este în general brună.

## Mod de viață și răspândire

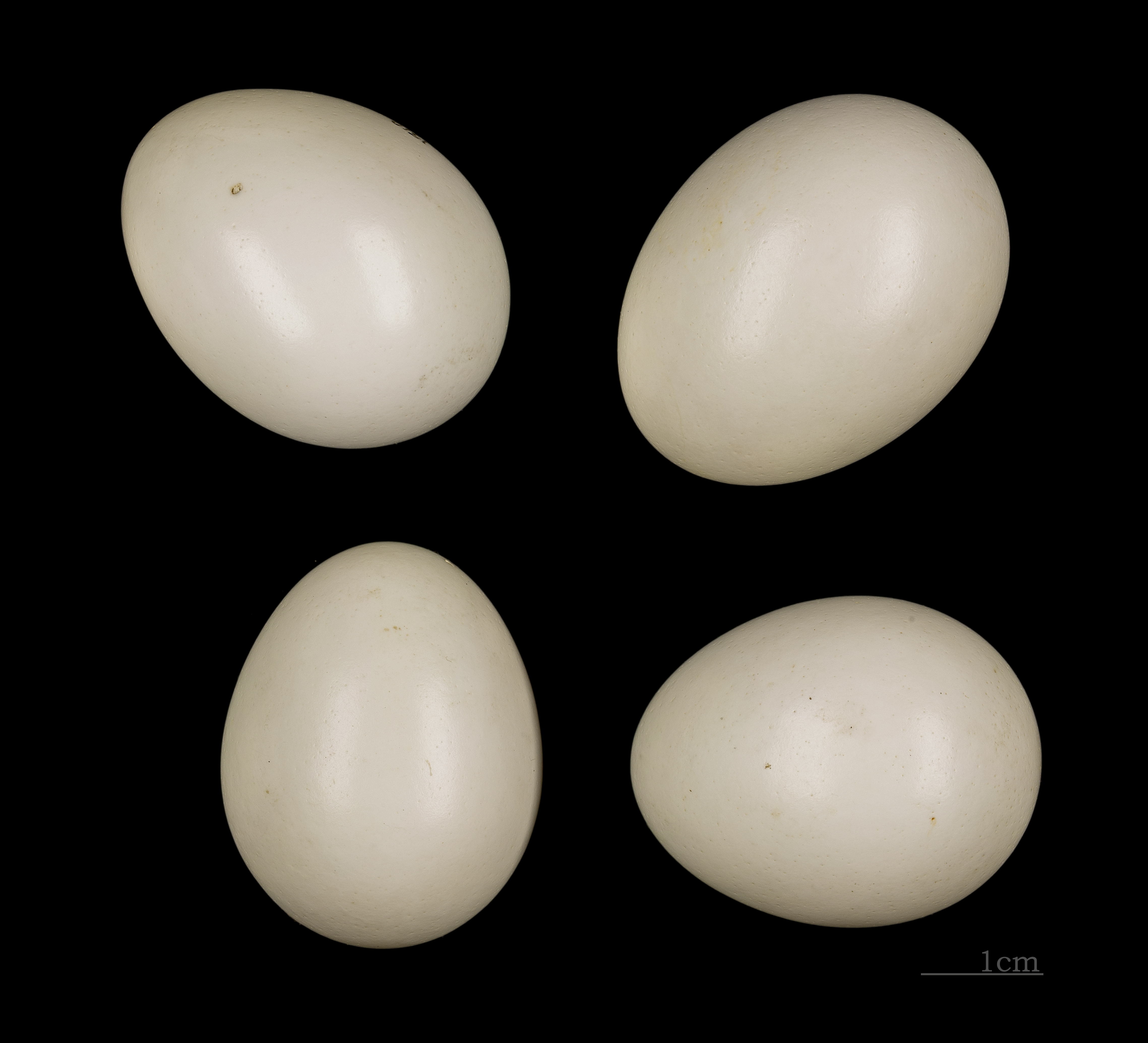
Coracias garrulus

Dumbrăveanca preferă luminișurile de la liziera pădurilor, ca și pășunile sau fânețele, unde trăiesc de obicei un număr mare de insecte. În prezent, poate fi întâlnită și în parcurile mai mari. Pasărea are cuibul în apropierea apelor, unde sapă galerii în malurile din argilă, gresie sau loess. În lipsa hranei se apropie și de așezările omenești. Este o pasăre activă ziua; hrana principală a ei o constituie insectele (păduchi de plante, gândaci, libelule, lăcuste, urechelnițe), amfibii, reptile mici, pe care le pândesc. Numai în timpul migrației consumă și vegetale (în special fructe).
Este răspândită mai ales în Europa de Sud, Europa Răsăriteană Spania, coasta mediteraneană franceză, insulele Corsica, Creta ca și în Africa de Nord Vest  (Maghreb). În Asia poate fi întâlnită în Siberia Centrală, regiunile de stepă din Iran. Specia C. g. semenowi cuibărește în Asia de Sud Vest, Asia Centrală ajungând spre est până în provincia chineză Xinjiang.
În România dumbrăveanca poate fi întâlnită numai în timpul sezonului cald, în toată țara în afara regiunilor de munte. În intervalul mai-iunie, femela depune 4-5 ouă albe lucioase, cuibul fiind în scorburi sau săpat în malurile apelor. Clocesc ambii parteneri, iar după ca. 18-20 de zile ies puii. Toamna păsările migrează în Africa sau Asia de Sud.

## Migrația
La sosirea anotimpului rece păsările migrează spre sud în regiunile din sud sau sud-estul Africii iernând în regiunile de deșert, semideșert, savană din Sahel, țări ca Somalia 
Efectivul de păsări este apreciat la ca. 200.000 de perechi, numărul lor a scăzut rapid prin aniii 1970. 